# Tony Naylor
Anthony Joseph Naylor, più conosciuto con il diminutivo Tony Naylor (Birmingham, 29 marzo 1967) è un allenatore di calcio ed ex calciatore inglese, di ruolo attaccante.

## Caratteristiche tecniche
Era un attaccante molto veloce e dotato di un buon dribbling.

## Carriera
Nel marzo del 1990 Dario Gradi lo preleva dai semiprofessionisti del Droylsden per 11000 sterline per il suo Crewe Alexandra, club della terza divisione inglese, con cui Naylor all'età di 23 anni esordisce tra i professionisti giocando 2 partite di campionato. L'anno seguente, che si conclude con una retrocessione in quarta divisione per il club, lo vede sempre ricoprire un ruolo da riserva (14 presenze ed una rete), mentre nella stagione 1990-1991 con 15 reti in 34 presenze contribuisce alla promozione in terza divisione del Crewe, con cui l'anno seguente realizza invece 16 reti in 35 presenze; nella stagione 1993-1994, conclusa con un terzo posto in classifica (e, quindi, con la promozione in seconda divisione), va invece a segno per 13 volte in 37 partite, arrivando così ad un totale di 154 presenze e 67 reti fra tutte le competizioni ufficiali con la maglia del Crewe.
Nell'estate del 1994 viene ceduto per 125000 sterline al Port Vale di John Rudge, militante in seconda divisione; qui, dopo una prima stagione da 9 reti in 33 presenze, inizia a segnare con regolarità, chiudendo in doppia cifra le stagioni 1995-1996, 1996-1997 e 1997-1998 (con rispettivamente 11, 17 e 10 reti). Tra il 1998 ed il 2000 gioca invece con minor regolarità, segnando comunque ulteriori 10 gol in 58 presenze nell'arco di questo biennio, che peraltro si conclude con una retrocessione in terza divisione; nella stagione 2000-2001 va invece in rete per 14 volte in 42 presenze, contribuendo inoltre alla vittoria di un Football League Trophy. Al termine della stagione, dopo 295 presenze ed 89 reti fra tutte le competizioni ufficiali (tra cui 253 presenze e 71 reti in partite di campionato) non rinnova il contratto e lascia il club da svincolato, firmando un contratto di due anni con il Cheltenham Town, club di quarta divisione, con cui nella sua prima stagione in squadra vince i play-off e contribuisce alla prima promozione in terza divisione nella storia del club, realizzando 12 reti in 44 partite di campionato. Nella stagione 2002-2003, conclusa con l'immediata retrocessione in quarta divisione del club, Naylor va invece in rete per 6 volte in 30 presenze, arrivando così ad un bilancio totale di 86 presenze e 26 reti fra tutte le competizioni ufficiali con la maglia del Cheltenham Town, che lascia da svincolato nell'estate del 2003.
Termina di fatto qui anche la sua carriera nella Football League, nei cui campionati ha totalizzato complessivamente 449 presenze e 134 reti; continua però a giocare fino al 2006: nella stagione 2003-2004, in particolare, gioca in Football Conference (quinta divisione e più alto livello calcistico inglese al di fuori della Football League) con il Telford Utd, dove ritrova Lee Mills, suo ex partner nell'attacco del Port Vale. Qui, realizza 10 reti in 19 partite di campionato (ed 11 reti in 29 presenze fra tutte le competizioni ufficiali), restando però nuovamente svincolato a fine stagione a causa del fallimento del club. Nella stagione 2004-2005 rimane per questo motivo inizialmente inattivo, salvo poi nel marzo del 2005 fare clamorosamente ritorno al Port Vale, in terza divisione, allenato dal suo ex compagno di reparto dei Valiants Martin Foyle: di fatto, pur restando in rosa fino a fine stagione, non gioca nessuna partita ufficiale. Torna brevemente in attività nel corso della stagione 2005-2006, nella quale lavora come vice allenatore all'Ashton United, in Conference North (sesta divisione), giocando però una partita di campionato (nella quale segna una doppietta) a causa di alcuni infortuni nel resto della rosa.

## Palmarès

### Giocatore

#### Competizioni nazionali
- Football League Trophy: 1

Port Vale: 2000-2001